# Artsimovich (månekrater)
Artsimovich er et nedslagskrater på Månen. Det befinder sig i den vestlige del af Mare Imbrium på Månens forside. Det er opkaldt efter den sovjetiske fysiker Lev Artsimovitj (1909-1973).
Navnet blev officielt tildelt af den Internationale Astronomiske Union (IAU) i 1973. Tidligere identificeredes det som "Diophantus A".

## Omgivelser
Øst for krateret ligger Diophantuskrateret, og mod nordøst Delislekrateret. Mindre end 20 km mod nordøst findes det lille Fedorovkrater. 

## Karakteristika
Artsimovich er et cirkulært krater, som danner en skålformet fordybning i marets overflade.

## Måneatlas
- Billeder af Artsimovichkrateret i LPI-måneatlasset